# Enrique Bernstein
Enrique Bernstein Carabantes (Santiago, 11 de julio de 1910-ibidem, 26 de julio de 1990) fue un político y diplomático chileno de origen judío. Se desempeñó como embajador de Chile en Austria (1957-1959) y Francia (1965-1970). Además fue subsecretario de Relaciones Exteriores durante el gobierno del presidente Eduardo Frei Montalva (1964-1965).

## Familia y estudios
Hijo del inmigrante judío-alemán Osvaldo Bernstein y María Carabantes. Realizó sus estudios primarios y secundarios en el Liceo Alemán de Santiago y, al trasladarse a Francia junto a su madre, en el Liceo Flammarion en París. Posteriormente obtuvo el grado de licenciado en leyes y doctor en ciencias políticas en la Universidad de París.
Contrajo matrimonio con Marta Letelier, con quien tuvo tres hijos.

## Carrera diplomática
Se inició en las labores diplomáticas cuando el embajador de Chile en Londres (Inglaterra), Enrique Villegas, amigo de su familia, le contrató como secretario particular al asistir a la asamblea anual de la Sociedad de las Naciones.
Al regresar a Chile, ingresó en 1933 al Ministerio de Relaciones Exteriores. Participó en calidad de secretario en la Conferencia de Paz del Chaco (1935), la Conferencia Interamericana de Consolidación de La Paz (1936), la Conferencia Panamericana en Lima (1938), la Conferencia de Cancilleres en Río de Janeiro (1941) y a la Conferencia de San Francisco (1945). Fue delegado de Chile en la Conferencia de Asistencia Recíproca de Río de Janeiro (1947), la Conferencia Panamericana de Bogotá (1948) y la Asamblea de las Naciones Unidas en París (1952).
Su primera destinación al extranjero fue como segundo secretario de la embajada de Chile en Brasil en 1939, alcanzando el grado de primer secretario. En 1949 fue nombrado consejero en París. En 1953 asumió como encargado de negocios en Egipto. Fue embajador en Austria y ministro plenipotenciario en Yugoslavia entre 1957 y 1959; y embajador en Francia durante la presidencia del demócrata cristiano Eduardo Frei Montalva (1965-1970). Permaneció en el Ministerio hasta su jubilación en 1976, aunque posteriormente el gobierno de este último le solicitó que continuase como asesor en asuntos de política exterior. Presidió entre 1979 y 1982 la delegación de Chile ante la Santa Sede que defendía la posición chilena frente al diferendo del Canal del Beagle, tras el rechazo argentino del laudo arbitral británico y el casi estallido de guerra entre Chile y Argentina.

## Carrera política
Fue militante de la Falange Nacional (FN) y posteriormente del Partido Demócrata Cristiano (PDC). Gabriel González Videla, que buscaba el apoyo de la Falange para su ratificación como presidente en el Congreso Pleno, le ofreció el Ministerio de Relaciones Exteriores, si bien no se contrató al obtener González Videla el apoyo del más numeroso Partido Liberal (PL). El presidente Carlos Ibáñez del Campo le nombró subsecretario suplente de Relaciones Exteriores, ante la reticencia de Bernstein de asumir como titular. Luego este intentaría nombrarlo como ministro del Interior, pero Bernstein le convenció de lo contrario arguyendo su militancia en la Falange Nacional. Durante la administración de Frei Montalva ocupó el cargo de subsecretario de Relaciones Exteriores entre 1964 y 1965.

## Últimos años
Tras dejar la diplomacia, se dedicó a ejercer como profesor en la Academia Diplomática Andrés Bello. Fue miembro de la Academia Chilena de la Historia. Publicó sus memorias con el título Recuerdos de un diplomático en cinco tomos.
Falleció en Santiago el 26 de julio de 1990, producto de un paro cardíaco.